# Spookey Ruben

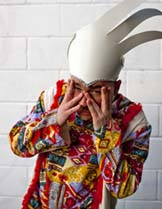
Spookey Ruben

Spookey Ruben, bürgerlicher Name Alan Deil (* in Ottawa), ist ein kanadischer Musiker, Komponist und Videoregisseur. Er lebt derzeit in Los Angeles.

## Werdegang
Als Sohn eines bei der ESA beschäftigten Raumfahrtingenieurs wuchs er unter anderem in Verden, Niedersachsen auf. Er spricht nahezu perfektes Deutsch.
Seine Eltern beharrten darauf, dass er ein Instrument erlernte, und er wählte die klassische Gitarre. Im Alter von 13 Jahren bekam er das erste Mal eine elektrische Gitarre in die Hand. Infolgedessen wurde er Mitglied in mehreren Hardcore- und Speed-Metal-Musikgruppen, von denen die bekannteste Transilience sein dürfte. Mit seiner durch den Musikstil geprägten Erscheinung, das Tragen langer Haare und satanischer T-Shirts, verdiente er sich in der High-School den Spitznamen evil, aus dem dann später Spookey wurde.
Im Alter von 19 Jahren zog er nach Toronto, wo er ein Studium der Filmwissenschaften an der Universität von York aufnahm. Unterdessen verfolgte er sein Interesse an Musik mit Hilfe eines Vierspur-Rekorders weiter.
1995 veröffentlichte er sein erstes Album Modes of Transportation Vol. 1 auf dem Label TVT. Darauf enthalten ist der Song These Days Are Old, der weltweit zwei TV-Sendungen als Titelmelodie dient bzw. diente. In Deutschland der WDR-Sendung Zimmer frei! und einer japanischen Sendung. Nur in Japan erschien 1998 auch Modes of Transportation Vol. 2 – What’s A Boy To Do?, ebenso auf TVT. Über Hi-Hat Recordings kamen danach die Konzeptalben Bed (2001) und Breakfast (2002), die auch eine Auswahl der Songs von Modes of Transportation Vol. 2 … enthalten. 2006 erschien auf dem in Berlin ansässigen Label Lamm Records eine Akustik-EP namens Ausfahrt Walsrode. Mit dem Titelsong veröffentlichte er erstmals einen Song auf Deutsch.
Das Album Alone at the Zoo (2003) und eine Vorab-EP-Version des Albums Mechanical Royalty (2008) erschienen in DIY-Aufmachung und limitiert, die Fans auf Konzerten und auf Rubens Website erhielten. Um Modes of Transportation III aufnehmen zu können, startete er eine Crowdfunding-Kampagne. 20 Jahre nach der Erstveröffentlichung von Modes of Transportation Vol. 1 erschien eine Neuauflage im Digipak mit Bonus-Songs. Modes III wurde durch die Aktion finanziert und in Los Angeles aufgenommen. Es erschien 2016.

## Musikstil
Rubens Musikstil ist geprägt von der Popmusik der 80er. Bei der Instrumentierung seiner Kompositionen mischt er elektronische Klänge und Instrumente mit akustischen und elektrischen Gitarren. Der Gesang ist geprägt durch den Kontrast von tonal hohen Passagen zu tonal tiefen Passagen.
Im 2008 erschienenen Album Mechanical Royalty geht Ruben auf dem gleichnamigen 15-minütigen Song neue Wege, indem er hier einen Progressive-Rock-Titel in Kontrast zu den sonst von ihm gewohnten Pop-orientierten Songs stellt. Nach Auskunft von Ruben wollte er so etwas schon immer einmal tun.

## Videos
Ruben dreht alle seine Videos selbst. In den 1990er Jahren wurden sie im deutschen Musikfernsehen vor allem bei Viva Zwei gezeigt.

## Diskografie

### Alben
- Modes of Transportation Vol. 1, 1995
- Wendy McDonald, Live in Japan EP, 1997
- Modes of Transportation Vol. 2 - What’s A Boy To Do?, 1998
- Bed, 2001
- Breakfast, 2002
- Alone at the Zoo, 2003
- Ausfahrt Walsrode, 2006
- Mechanical Royalty EP, 2007
- Mechanical Royalty, 2008
- Modes of Transportation Vol. 1 - 20th Anniversary Edition, 2015
- Modes III, 2016